# Omessa
Omessa es una comuna y población de Francia, en la región de Córcega, departamento de Alta Córcega. Pese a ser la comuna más poblada y dar nombre al cantón, no es su cabecera.
Su población en el censo de 1999 era de 537 habitantes.

## Demografía
| 578 | 634 | 634 | 509 | 517 | 537 |
| Para los censos de 1962 a 1999 la población legal corresponde a la población sin duplicidades (Fuente: INSEE [Consultar]) |     |     |     |     |     |